# Peg Phillips
Peg Phillips (Everett, Washington, 20. rujna 1918. - Seattle, Washington, 7. studenog 2002.) je bila američka glumica. Najpoznatija je po ulozi Ruth-Anne Miller u TV seriji "Život na sjeveru".